# Вангел Иванов
Вангел Иванов е български революционер, деец на Върховния македоно-одрински комитет.

## Биография
Иванов е роден през 1871 година в мъгленското село Тушин, тогава в Османската империя, днес Аетохори, Гърция. В 1901 година става нелегален след разкритие на турския аскер в родното му село заедно с нелегалната си чета се прехвърля в България. През април 1902 година е изпратен от генерал Иван Цончев с чета в Мъгленско, като благополучно минава през Гевгелийско. През октомври влиза в Тушим и напада държавния бирник заедно с двама пъдари и ги убива, с което предизвиква доста негови съселяни да се включат в четата му. Турският аскер опожарява Сборско и една къща в Тушим, а след разменени писма между Вангел Иванов и турчина Алай паша селяните се завръщат в селото без последствия, като за кратко само са отведени до Солун и после освободени. На 15 ноември (или октомври) 1902 година Иванов води голямо сражение при връх Титин камък, при което загиват трима войници и един четник. След това Вангел Иванов се завръща в България, тази акция се споменава като Тушимско въстание и е вдъхновена от Анастас Янков.
Деецът на Вътрешната организация Ангел Динев пише за Вангел Иванов:
| „ | Голямото върховистко зло бяха Вангел Ивановци – така наречената тушимска чета... Вангел Иванов бе скромен, безпретенциозен и най-главно, дисциплиниран и строго изпълнителен на наредбите на върховистите, които изпратиха Вангела, като кукувица да снася в чуждо гнездо яйца. Цончевият комитет бе определил зоната на действие на Вангел Ивановата чета. Тая зона обхващаше селата от така наречената Мъгления: Саракиново, Сборско, Пожарско, Спущно, Байово, Тресиново, Долно Кронцелево и Тушин. | “ |